# Sistem de acționare
Sistemul de acționare este o mulțime de elemente fizice legate între ele care se introduce între generatorul de energie mecanică și dispozitivul (unealta) care operează direct asupra obiectului de lucru cu scopul de a transforma și transmite energia mecanică inițială (principală) la organul final care acționează asupra obiectului de lucru.

## Clasificarea sistemelor de acționare
Prin raport cu gradul de intervenție a corpului uman se disting sisteme de acționare cu intervenție umană și sisteme de acționare fără intervenție umană.
Sistem manual de acționare
Sistemele de acționare cu intervenție umană se caracterizează prin faptul că sunt puse în mișcare de energia fizică a corpului omenesc.Sistemele de acționare cu participare umană sunt denumite îndeobște sisteme de acționare manuale deoarece în majoritatea cazurilor forța este transmisă sistemelor prin mâini deși sunt folosite uneori și membrele inferioare.
Sistem mecanic  de acționare
Sistemele de acționare fără intervenție umană sunt cele care sunt puse în mișcare de surse de energie exterioare corpului omenesc.Aceste surse de energie sunt numite motoare fiind generatoare de forță mecanică ce pune în mișcare sistemul de acționare denumit în acest caz sistem de acționare mecanic.Deși sursa energiei mecanice poate fi hiraulică, pneumatică, electrică, termică, chimică sau de altă natură sistemele de acționare puse în mișcare de aceste motoare sunt denumite mecanice deoarece mișcarea forței de la  motor la sistemul de acționare și de la el la obiectul asupra căruia se acționează se finalizează într-o formă mecanică.